# تاو گاو
تاو گاو یک ستاره است که در صورت فلکی ثور قرار دارد.